# Kurt Schattelbauer
Kurt Schattelbauer (* 1940 in Unterpurkla bei Bad Radkersburg, Bezirk Südoststeiermark; † 11. November 2022) war ein österreichischer Radrennfahrer.

## Sportliche Laufbahn
Kurt Schattelbauer war Landwirt von Beruf. Seine Karriere begann er beim RV Junior Graz. 1958 wurde er steirischer Straßenmeister, 1961 gewann er die 1. Steiermark-Rundfahrt. 1962 gehörte er der Österreichischen Nationalmannschaft beim Course de la Paix (Internationale Friedensfahrt) an, dem längsten Amateur-Etappenrennen der Welt und belegte Platz 42. 1973 wurde Kurt Schattelbauer Österreichischer Staatsmeister im Straßenrennen. Schon zehn Jahre zuvor hatte er das österreichische Etappenrennen Wien-Rabenstein-Gresten-Wien für sich entschieden, 1961 war er dort hinter Klaus Ampler Zweiter geworden. Mehrfach gewann er auch Etappen der Österreich-Rundfahrt und belegte vordere Plätze. Zweimal konnte er Etappen bei der Österreich-Rundfahrt gewinnen, insgesamt nahm er 15 mal an der Rundfahrt teil. 1965 wurde er wegen Dopingvorwürfen disqualifiziert. Seine besten Platzierungen erreichte er 1967 und 1969 mit Gesamtrang 8 und 9. International konnte Schattelbauer einen Etappensieg bei der Kanada-Rundfahrt 1964 und einen Sieg beim Grand Prix Oran 1966 verbuchen. Insgesamt brachte er es bis 1976 auf  362 Rennsiege.